# Ngãi Giao
Ngãi Giao là xã thuộc Thành phố Hồ Chí Minh, Việt Nam.

## Địa lý
Thị trấn Ngãi Giao nằm ở trung tâm huyện Châu Đức, cách thành phố Bà Rịa 20 km về phía bắc và có vị trí địa lý:
- Phía đông giáp xã Bình Giã
- Phía tây giáp xã Láng Lớn
- Phía nam giáp xã Bình Ba
- Phía bắc giáp xã Bàu Chinh.

Thị trấn có diện tích 13,96 km², dân số năm 2004 là 15.066 người, mật độ dân số đạt 1.079 người/km².

## Lịch sử
Sau năm 1975, Ngãi Giao là một xã thuộc huyện Châu Thành cũ.
Ngày 1 tháng 2 năm 1985, Hội đồng Bộ trưởng ban hành Quyết định 24-HĐBT. Theo đó, chia xã Ngãi Giao thành 4 xã: Ngãi Giao, Láng Lớn, Kim Long, Xà Bang.
Ngày 2 tháng 6 năm 1994, Chính phủ ban hành Nghị định 45-CP. Theo đó, chuyển xã Ngãi Giao về huyện Châu Đức mới thành lập và thành lập thị trấn Ngãi Giao, thị trấn huyện lỵ huyện Châu Đức trên cơ sở toàn bộ 3.240 ha diện tích tự nhiên và 16.934 người của xã Ngãi Giao.
Ngày 22 tháng 10 năm 2002, Chính phủ ban hành Nghị định 83/2002/NĐ-CP. Theo đó, chuyển toàn bộ 627 ha diện tích tự nhiên và 875 người của ấp Tân Giao thuộc thị trấn Ngãi Giao về xã Láng Lớn quản lý.
Sau khi điều chỉnh địa giới hành chính, thị trấn Ngãi Giao còn lại 2.490,6 ha diện tích tự nhiên và 14.823 người.
Ngày 24 tháng 12 năm 2004, Chính phủ ban hành Nghị định 212/2004/NĐ-CP. Theo đó, thành lập xã Bàu Chinh trên cơ sở 1.134,46 ha diện tích tự nhiên và 3.544 người của thị trấn Ngãi Giao, 849,32 ha diện tích tự nhiên và 2.985 người của xã Kim Long.
Sau khi điều chỉnh địa giới hành chính, thị trấn Ngãi Giao còn lại 1.395,73 ha diện tích tự nhiên và 15.066 người.